# Gonodonta evadens
Gonodonta evadens är en fjärilsart som beskrevs av Walker 1857. Gonodonta evadens ingår i släktet Gonodonta och familjen nattflyn. Inga underarter finns listade i Catalogue of Life.